# Associazione Calcio Rimini 1912
O Rimini Calcio é um clube de futebol italiano da cidade de Rimini que compete a Lega Pro. O clube vive sendo refundado, já acontecido o mesmo 4 vezes, mais recentes em 2010 e 2016. Samir Handanovic atuou no clube.